# Volt egyszer egy hóember
A Volt egyszer egy hóember (eredeti cím: Once Upon a Snowman) 2020-ben bemutatott amerikai 3D-s számítógépes animációs fantasy rövidfilm, amelyet Dan Abraham és Trent Correy írt és rendezett.
Amerikában 2020. október 23-án, amíg Magyarországon 2022. június 14-én a Disney+ mutatta be. Magyarországon a Disney Channel is bemutatja 2023. december 16-án.

## Cselekmény
Elsa "Legyen hó" című dala alatt Olaf, a hóember életre kel. Mielőtt azonban bármit is tehetne, Elsa elengedi a köpenyét, amely elrepíti és lefelé löki a hegyoldalon, amíg egy fának nem ütközik. Olaf nem tudja, hogy ki ő, és miért él, ezért úgy dönt, hogy megtalálja a saját személyazonosságát. Ráakad a kereskedőházra (ahol Kristoff hallható, amint a pajtából a "Rénszarvas jobb, mint az ember" című dalt énekli), és a bejárati ajtónál laposra veri Anna, aki úgy lép ki, hogy nem veszi észre őt, és egy zsák répát visz magával (amit végül Kristoffnak és Sven-nek ad fizetségként).
Olaf belép a boltba, és találkozik Oaken-nel. Olaf egy orrot, esetleg répát kér az arcához, de Oaken elmagyarázza, hogy eladta az utolsó adagot, és úgy dönt, hogy segít neki, és különböző más tárgyakkal próbálkozik. Az egyik tárgy egy régimódi VR szemüveg, amelyen a "Nyár" képei láthatók. Olafot azonnal megragadja, és meg akarja tapasztalni, mielőtt megállapodna egy virsliben az orra számára.
Amikor Olaf boldogan távozik új orrával, hirtelen egy farkasfalka jelenik meg, és üldözni kezdi őt a havas tundrán keresztül, miközben Anna és Kristóf hallható, amint a szerelem fogalmáról vitatkoznak egymással. Olaf ismét észrevétlenül halad el mellettük, aminek hatására a farkasok hirtelen rájuk irányítják figyelmüket. Olaf tovább csúszik, és szemtanúja lesz annak, ahogy Anna, Kristoff és Sven a szánjukat lerakva átugranak a szakadékon. Olaf eljut az aljáig, ahol észreveszi az egyik leejtett répát, de azt a szán összetöri.
Olaf virsli orra eltörik, ami elszomorítja. Amikor látja, hogy az egyik farkas szánalmasan nyüszít, Olaf odaadja neki, mert úgy véli, hogy neki nagyobb szüksége van rá, mint neki. A farkas boldogan megnyalja őt, mielőtt távozik. Olaf megjegyzi, hogy olyan volt, mint egy meleg ölelés, amire hirtelen eszébe jut Anna és Elza közös gyermekkori játékuk. Végre rájön, hogy ki is ő, és így kommentálja: "Olaf vagyok, és szeretem ha megölelnek".
A stáblista közepén Olafot látjuk, amint Anna, Kristoff és Sven találkozik vele, akik végül répa orrot adnak neki.

## Szereplők
| Név      | Eredeti hang               | Magyar hang                            |
| -------- | -------------------------- | -------------------------------------- |
| Olaf     | Josh Gad                   | Seder Gábor                            |
| Anna     | Kristen Bell               | Vágó Bernadett                         |
| Anna     | Livvy Stubenrauch (gyerek) |                                        |
| Elza     | Idina Menzel               | Farkasházi Réka Füredi Nikolett (ének) |
| Elza     | Eva Bella (gyerek)         |                                        |
| Kristoff | Jonathan Groff             | Magyar Bálint                          |
| Oaeken   | Chris Williams             | Rajkai Zoltán                          |
| Sven     | Frank Welker               | Eredeti hang                           |

## A film készítése
Trent Correy 2012-ben csatlakozott a Walt Disney Animation Studios képzési programjához, ahol a Jégvarázs Olaf karakterének animálásával bízták meg. A film munkálatai során egy olyan jelenet inspirálta, amelyben Elsa megteremti Olafot, ami arra ösztönözte, hogy feltárja Olaf eredettörténetének és későbbi kalandjainak narratíváját. Correy kifejezte, hogy szereti az olyan klasszikus Disney-filmeket, mint a Pinokkió és a Bambi, és hogy szerette volna feltárni Olaf első lépéseit, hasonlóan ahhoz, ahogyan ezek a filmek a karakterek korai élményeit ábrázolták. Hivatkozott a 2013-as eredeti vázlatokra, amelyek az önmagát felfedező Olaf ötleteit mutatják be, és a D23 Expón kihasználta a Disney+ partnerséget, hogy segítsen a rövidfilm kidolgozásában és kiadásában.
Dan Abraham a Jégvarázs társrendezőjének, Jennifer Lee-nek az ajánlására csatlakozott a projekthez, akit lenyűgözött, hogy érti Olaf karakterét. Becky Bresee animátor különösen különlegesnek találta Olaf történetét a "Volt egyszer egy hóember"-ben, mert összekötötte Olaf korai pillanatait, és új nézőpontot adott az eredeti jelenetekhez. A csapat élvezte, hogy kapcsolatot teremtett az események között, például Anna és Olaf közeli találkozását az első filmben, fenntartva a folytonosság érzését a Jégvarázzsal. Abraham hangsúlyozta a szisztematikus megközelítést, hogy ne erőltessék a narratívát, hanem hagyják, hogy Olaf karaktere természetes módon vezesse őket a különböző helyszínekre és eseményekre. Emellett különböző húsvéti tojásokat is elhelyeztek a rövidfilmben, többek között Anna koronázási ruhájának részleteit és más Disney-animációs filmekből származó felvételeket.